# Crowley Lake (Kalifornija)
Crowley Lake je naseljeno područje za statističke svrhe u američkoj saveznoj državi Kalifornija. Prema popisu stanovništva iz 2010. u njemu je živjelo 875 stanovnika.